# 昭州
昭州（しょうしゅう）は、中国にかつて存在した州。唐代から元代にかけて、現在の広西チワン族自治区平楽県一帯に設置された。本項では、元代から民国初年にかけて設置された平楽府（へいらくふ）についても、合わせて解説する。

## 概要
621年（武徳4年）、唐により隋の始安郡平楽県の地に楽州が置かれた。634年（貞観8年）、楽州は昭州と改称された。742年（天宝元年）、昭州は平楽郡と改称された。758年（乾元元年）、平楽郡は昭州の称にもどされた。昭州は嶺南道の桂管十五州に属し、平楽・永平・恭城の3県を管轄した。
宋のとき、昭州は広南西路に属し、平楽・恭城・立山・竜平の4県を管轄した。
1301年（大徳5年）、元により昭州は平楽府と改められた。平楽府は湖広等処行中書省に属し、平楽・恭城・立山・竜平の4県を管轄した。
明のとき、平楽府は広西等処承宣布政使司に属し、平楽・恭城・富川・賀・茘浦・修仁・昭平の7県と永安州を管轄した。
清のとき、平楽府は広西省に属し、平楽・恭城・富川・賀・茘浦・修仁・昭平の7県と永安州を管轄した。
1913年、中華民国により平楽府は廃止された。